# 郑注
鄭注（?—835年），絳州翼城縣（今山西省翼城縣）人。唐朝政治人物。
本姓魚，又冒姓鄭氏，时号“魚鄭”，人目之为“水族”。為人狡險無雙，處世微賤，以醫術得寵於襄陽節度使李愬，又轉識王守澄。郑注仗着王守澄撑腰公然受贿，文宗厌恶，与宰相宋申锡合谋杀他，事泄，郑注助王守澄诬告宋申锡谋反令其被贬。大和八年（834年）九月，唐文宗身患风疾，王守澄推薦郑注給唐文宗，文宗吃了郑注的药，病情好轉，郑注因此得到文宗亲近，更利用自己的政治影响力短期内接连驱逐李德裕、路随、李宗闵三宰相，及令与自己交好的贾餗拜相。十二月任太仆卿，兼御史大夫。歷任昭義節度副使等職。大和九年（835年）迁工部尚书，充翰林侍讲学士。
郑注劝唐文宗命仇士良为左神策中尉，以分散王守澄权力，並與李训秘商，圖舉消灭宦官势力。因为李训、郑注都是宦官所推荐，宦官对他们缺乏警惕。文宗果然铲除王守澄。但李训嫉妒郑注，阻碍他拜相，令他外放为凤翔节度使作为外援，其实想先铲除宦官，再杀郑注。
甘露之變時，鄭注率亲兵500人赶赴京城，不久傳出李训败死，倉皇逃返凤翔。仇士良密令监军张仲清杀之。张仲清和押牙李叔和合谋設宴杀郑注，屍體送往京师，枭首兴安门。南宋羅大經在撰寫《鶴林玉露》時以其為小人并與韓琦做對比。